# Mesón del Café
El Mesón del Café és un establiment situat al carrer de la Llibreteria, 16 de Barcelona, catalogat com a d'interès (categoria E2).

## Història
Va ser fundat el 1909 per Joan Romagosa.

## Descripció
La façana dels baixos destaca pel recobriment d'una estructura d'obra que imita el capcer d'un mas, amb revestiment rústec pintat de blanc i rematada per una coberta a dues aigües. El portal d'accés és centrat amb un ràfec de taules, damunt del qual hi ha dues finestres que anuncien els productes típics de l'establiment i, a sobre, una tarja de fusta on s'anuncia el nom del local.
L'interior té dos espais diferenciats: el propi de la barra del bar, amb petites taules de marbre i una sala separada a l'interior. Conserva el mobiliari original, com el moble boteller que s'estén per la paret del darrere del taulell i un moble per a l'antiga màquina de cafè. A la paret de l'esquerra hi ha un arrambador de fusta fins al sostre, amb motius pictòrics emmarcats.